# Vitéz család
Nyitraivánkai Vitéz család Nyitra vármegyei származású, Abaúj- és Bereg vármegyébe is átköltöző család.
1521-ben említik Vitéz Ferencet és feleségét Veronikát, Csorba Bálint lányát. Csorba Bálint a nagyemőkei szőlősök borának kilencedét zálogosította el Gyallai Jánosnak. Valószínűleg ugyanezen Ferencet említik 1551-ben is. Előneve (de Borsowec) alapján Peter Keresteš feltételezi, hogy az elpusztult Varasd vármegyei Boršanec településről származhatott. 1531 körül ivánkai Vitéz Miklós Szabó Péter nagyszombati bíróhoz írt magyar levelet. Peter Keresteš feltételezi, hogy a reformáció szele is megérintette, 1561-ben elfoglalta Ürmény plébániáját és 1570 körül hunyhatott el, amikor már özvegyét emőkei Rohody Zsófiát említik. Ebben az időben Szolnok vármegyében is birtokoltak, Kakaton és Tiszaföldváron. Miklós gyermekei voltak Lőrinc (1600), János, Ferenc, István (1600) és Farkas Jánosné Ilona. A család szétágazásával elindult az elszegényedés folyamata is. Nyitraivánkán birtokoltak egy malmot, melyet más családoknak adtak bérbe. A 16. században az emőkei Rohody és a Farkas családdal kerültek rokonságba, mely szintén felvette az ivánkai előnevet, hiszen e családok birtokokat is szereztek a faluban. 1571-ben a Rohody családtagok és Vitéz családbeliek Miklós özvegyét Zsófiát bevádolták, hogy jogtalanul eladta a malmot a Patvaróczyaknak
1585-ben Vitéz Ferenc török fogságba esett, s váltságdíja kifizetéséért zálogba adta testvérének Jánosnak ivánkai pusztahelyének és malomrészének felét 50 forintért, míg ezen részek másik felét István testvérének 150 forintért. A genealógiai szakirodalom csak István leszármazottait ismeri a 18. század elejéig, illetve a Torna vármegyébe költöző István leszármazottait. Vitéz János felesége Patvaróczy Magdolna lehetett. Vitéz Imre 1590-ben a Nyitra vármegyei Nemeskürtön Ebeczky Mátyásnétól és Lipthay Györgynétől két kúriát vett bérbe.
1600-ban Vitéz István Nyitraivánkán, Lőrinc Szentmihályúron, Imre pedig Nemeskürtön élt. Előbbi kettő az ivánkai előnevet használta. 1617-ben Szilágyi János Vitéz Mihálytól és Magdolnától birtokokat szerzett Nyitraivánkán, Párutcán és Ürményben. 1653-ban a vezekényi csata után a törökök felégették a környéket. Vitéz Ferenc nyitraivánkai nemesnek 410 arany kárt okoztak, amikor felégették kúriáját és szőlőit Ürményen. Ezt követően Ujfalussy Istvántól kölcsönzött és neki zálogba adta egyes birtokait. A 17. században Litassy István Bars vármegyei esküdt (Litassy István nyitrai várparancsnok fia) felesége Vitéz Mihály lánya Judit volt.
A 18. század elején a nemespanni Ferenczy István beházasodott a nyitraivánkai családba. 1727-ben Vitéz János gyerekei Ferenc, Ádám és Koncsek Györgyné Júlia tiltakoztak a nyitrai káptalan előtt Barinyai Ferenc ellenében, aki magához váltotta Nyitra vármegyében az őket illető birtokokat, többek között malmot és kastélyt is. 1750-ben Vitéz László és Vitéz Mihály özvegyei, illetve Lázár szerepeltek a nyitraivánkai nemesi összeírásban. 1752-ben Nyulassy András vármegyei esküdt házasodott be a nyitraivánkai családba.
Vitéz István 1754-ben Torna vármegyébe költözött. Tőle származott András és János. Utóbbi lehetett előbb Zsarnón jegyző, majd vármegyei jegyző, 1787-ben törvényszéki ülnök, 1790-ben főpénztárnok és végül Abaúj vármegye követe. Ő szerzett birtokot Monajon, Szolnokon és Felső Mérán. A család birtokolt még Devecserben, Felső Szenden, Szikszón és Kassán. 1809-ben Vitéz Antal, János és András, illetve özvegy Anna, özvegy Borbála, özvegy Julianna és özvegy Mária szerepeltek a nyitraivánkai nemesi összeírásban. Az ivánkai ág a 19. század elejéig élt a faluban. Utolsó családtagjuk majosfalvi Szunyogh Bálintné Vitéz Apollónia 1878-ban hunyt el.
Címerpecsétjük a Zemplén vármegyei levéltárban is megtalálható volt. Címerük kék mezőben, zöld alapon álló páncélos vitéz, aki egy három ormos fehér sátor előtt áll, mely fölött hatágu arany csillag lebeg. A páncélos jobbjában aranymarkolatú görbe kard, mely levágott, bajuszos török fejet szúr keresztül. Leeresztett bal keze földre támasztott ovális pajzson nyugszik. Sisakdíszben páncélos kar, aranymarkolatú görbe kardot tartva, mely egy török fejet szúr át. Takarók: kék-arany, vörös-ezüst.

## Neves családtagok
- Vitéz János (18. század) Abaúj vármegye követe.
- Vitéz János (1797-1862), előbbi fia. Előbb Abaúj vármegye másod- (már 1830-ban is), majd 1842-től első alispánja. 1832-1836 között országgyűlési követ volt. 1842-ben királyi tanácsos lett, később adminisztrátor. Felső Mérán lakott.[17]
- Vitéz György, előbbi testvére, 1849-ben Abaúj vármegye ideiglenes alispánja, 1850-ben ideiglenesen szervezett törvényszéki elnök.
- Vitéz András (?-1843) rozsnyói kanonok, 1831-től nagyprépost.
- Vitéz József 1845-ben Kassa egyházmegyei nyugalmazott katolikus lelkész.